# Peorias
Pour les articles homonymes, voir Peoria.

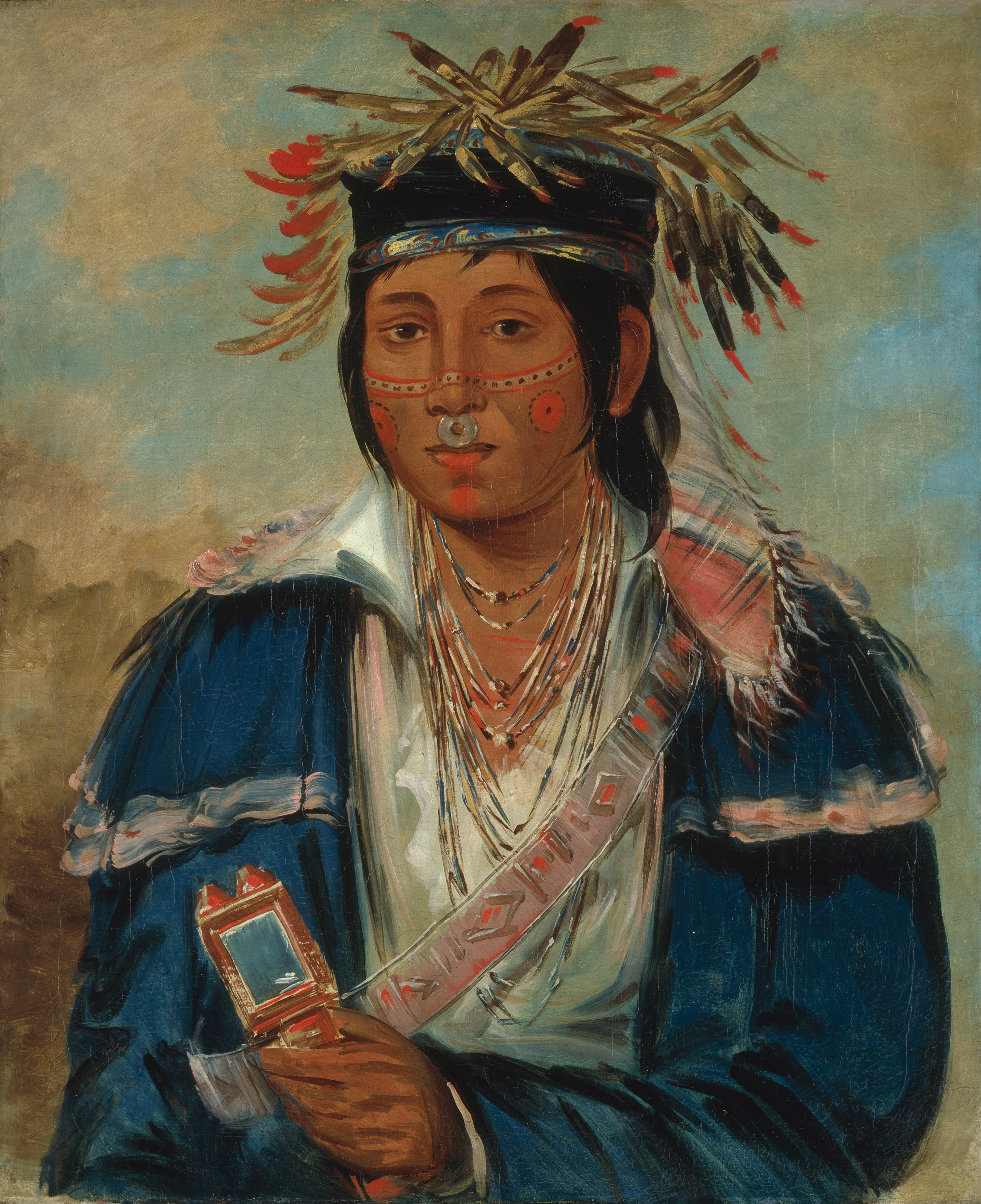
Kee-mo-rá-nia, un Peoria peint par George Catlin.

Les Peorias sont un peuple amérindien qui faisait partie de la Confédération des Illinois. Après avoir été décimés par les maladies et les guerres, les tribus Kaskaskia, Peoria, Piankashaw, et Wea furent confédérées sous le nom de Peoria et déplacées au Kansas. Après la guerre de Sécession, la plupart des tribus confédérées furent déplacées dans le Territoire indien (aujourd'hui l'Oklahoma).  La tribu perdit la reconnaissance de l'État américain en 1959, mais l'obtint à nouveau en 1978.
Les Peorias parlaient un dialecte de la langue miami-illinois. Le nom « Peoria » vient du nom qu'ils se donnaient eux-mêmes en langue illinois, peewaareewa.
La tribu est aujourd'hui basée à Miami en Oklahoma, dans le secteur nord-est de cet État.

## Source
- (en) Cet article est partiellement ou en totalité issu de l’article de Wikipédia en anglais intitulé « Peoria tribe » (voir la liste des auteurs).